# WOW!〜ディズニーリミックスマニア
『WOW!〜ディズニーリミックスマニア』 (Disneyremixmania) は、ディズニーマニアシリーズのリミックス・アルバムである。
アメリカ合衆国で2005年9月27日に発売され、日本で9月28日に発売された。

## 概要
『WOW!〜ディズニーリミックスマニア』はディズニーマニアシリーズのリミックス・アルバムとして発売された。ディズニーによる長編アニメーション映画で使用された楽曲がディズニー・チャンネル出演者をはじめとするアーティストによってカバーされた楽曲が収録されている。参加アーティストはジェシー・マッカートニー、チーター・ガールズ、レイブン・シモーネ、Jump5、ヒラリー・ダフ、ヘイリー・ダフ、アシャンティ、ボウリング・フォー・スープ、スカイ・スウィートナムなどである。日本盤ボーナス・トラックにはスウィートボックスによる「ホール・ニュー・ワールド」、ディーサイドによる「星に願いを」が収録されている。
全米アルバムチャートビルボード200で第146位、ビルボードTop Kid Audioで第2位、トップ・ヒートシーカーズ第3位、Top Electronic Albums 第2位となる。

## 収録曲
| #  | 邦題曲名                                                         | 原題曲名                                                                       | アーティスト                                     | 映画                     | 時間 |
| -- | ---------------------------------------------------------------- | ------------------------------------------------------------------------------ | ------------------------------------------------ | ------------------------ | ---- |
| 1  | 右から2番目の星 （ロスト・ボーイズ・リミックス）                 | "The Second Star to the Right" (Lost Boys Remix)                               | ジェシー・マッカートニー                         | ピーター・パン           | 2:49 |
| 2  | 恋してるなんて言えない（ガール・パワー・リミックス）             | "I Won't Say (I'm in Love)" (Grrl Power Remix)                                 | チーター・ガールズ                               | ヘラクレス               | 2:55 |
| 3  | アンダー・ザ・シー（レゲエ・リミックス）                         | "Under the Sea" (Reggae Remix)                                                 | レイブン・シモーネ                               | リトル・マーメイド       | 2:58 |
| 4  | ハワイアン・ローラーコースター・ライド（マハロ・リミックス）     | "Hawaiian Roller Coaster Ride" (Mahalo Remix)                                  | Jump5                                            | リロ・アンド・スティッチ | 3:15 |
| 5  | 小さな世界（ショーティー・リミックス）                           | "It's a Small World" (Shorty Remix)                                            | バハ・メン                                       | N/A                      | 2:58 |
| 6  | 君のようになりたい（モンキーＣ・リミックス）                     | "I Wan'na Be Like You" (Monkey C Remix)                                        | スマッシュ・マウス                               | ジャングル・ブック       | 3:23 |
| 7  | シャムネコのうた（キャット・スクラッチ・リミックス）             | "The Siamese Cat Song" (Cat-Scratch Remix)                                     | ヒラリー・ダフ & ヘイリー・ダフ                  | わんわん物語             | 2:59 |
| 8  | カラー・オブ・ザ・ウィンド（ソウル・シスター・リミックス）       | "Colors of the Wind" (Soul Sister Remix)                                       | アシャンティ                                     | ポカホンタス             | 3:52 |
| 9  | サークル・オブ・ライフ（オール・スター・リミックス）             | "Circle of Life" (All Star Remix)                                              | ディズニー・チャンネル・サークル・オブ・スターズ | ライオン・キング         | 3:58 |
| 10 | ザ・ベアー・ネセシティ（ジャングル・ブーギー・リミックス）       | "The Bare Necessities" (Jungle Boogie Remix)                                   | ボウリング・フォー・スープ                       | ジャングル・ブック       | 3:20 |
| 11 | パート・オブ・ユア・ワールド（Cガール・ロック・リミックス）      | "Part of Your World" (C-Girl Rock Remix)                                       | スカイ・スウィートナム                           | リトル・マーメイド       | 2:54 |
| 12 | トゥルー・トゥ・ユア・ハート（チャイナ・ドール・リミックス）     | "True to Your Heart" (China Doll Remix)                                        | レイヴン・シモーネ                               | ムーラン                 | 3:41 |
| 13 | ストレンジャーズ・ライク・ミー（ジャングル・ロック・リミックス） | "Strangers Like Me" (Jungle Rock Remix)                                        | エバーライフ                                     | ターザン                 | 3:38 |
| 14 | 町のクルエラ（DJスクリブル・スポット・リミックス）               | "Cruella De Vil" (DJ Skribble Spot Remix)                                      | ラレイン                                         | 101匹わんちゃん          | 2:28 |
| 15 | DJスクリブル・メガミックス                                       | "DJ Skribble Megamix (Under the Sea/I Won't Say (I'm in Love)/Cruella De Vil)" | レイヴン・シモーネ、チーター・ガールズ、ラレイン | N/A                      | 3:07 |
| 16 | ホール・ニュー・ワールド〈ボーナストラック〉                     | "A Whole New World"                                                            | スウィートボックス                               | アラジン                 | 3:25 |
| 17 | 星に願いを〈ボーナストラック〉                                   | "When You Wish upon a Star"                                                    | ディーサイド                                     | ピノキオ                 | 3:00 |

## チャート成績
| チャート (2005年)             | 最高順位 |
| ----------------------------- | -------- |
| 米国 ビルボード200            | 146      |
| 米国 Top Kids Audio           | 2        |
| 米国 Top Electronic Albums    | 2        |
| 米国 トップ・ヒートシーカーズ | 3        |